# Triepeolus diversipes
Triepeolus diversipes är en biart som beskrevs av Cockerell 1924. Triepeolus diversipes ingår i släktet Triepeolus och familjen långtungebin. Inga underarter finns listade i Catalogue of Life.